# Мейър Хауърд Ейбрамс
Мейър (Майк) Хауард Ейбрамс (на английски: Meyer (Mike) Howard Abrams, р. 23 юли 1912 г.) е американски литературен теоретик и историк.
Известен е с изследванията си на Романтизма, особено с книгата си „Огледалото и лампата“. „Нортъновата антология на английската литература“, под общото му съставителство, се превръща в настолно четиво за всички студенти по англицистика в САЩ и в основен двигател за промяната на канона. Неговият „Речник на литературните термини“ претърпява 9 издания.

## Биография
Мейър Ейбрамс е син на еврейски имигранти от Източна Европа, заселили се в Лонг Бранч, Ню Джърси Син на бояджия и първи в родата, посещавал колеж, той постъпва в Харвардския университет като студент през 1930 г. Записва специалността англицистика, защото, както казва, „нямаше никакви работни места за хора с каквато и да било професия, затова реших, че ще е по-добре да умра от глад, изпитвайки удоволствие от работата си, вместо да умра от глад, вършейки нещо, което няма да ми носи никакво удовлетворение“. След като получава дипломата си за бакалавърска степен през 1934 г., Ейбрамс печели стипендия за Кеймбридж, където негов тютор става Айвър Ричардс. През 1935 г. се връща в Харвард, за да продължи с магистратура, която завършва през 1937 г., през 1940 г. вече е защитил и докторската си дисертация там. По време на Втората световна война работи в психо-акустичната лаборатория на Харвардския университет. Сам описва работата си там като усилие по решаването на проблема за гласовите комуникации в изпълнената с шумове военна среда чрез създаването на военни кодове, които са с висока степен на звукова откроимост и разработката на машинно разпознаване на личния състав, което да има по-добра способност за различаване на индивидуалните гласови характеристики, насложени върху шумен фон. През 1945 г. Ейбрамс става професор в Университета Корнел. Сред студентите му се оказват бъдещите звезди на американското литературознание Харолд Блум (випуск 1952) и Eрик Доналд Хирш (випуск 1950), както и романиста Томас Пинчън (випуск 1959).,  Избран е за член на Американската академия на изкуствата и науката през 1963 г. От 4 март 2008 г. е Class of 1916 почетен професор по англицистика в Корнел.
Съпругата му Рут, с която имат 71-годишен брак, умира на 91 години през 2008 г. Той става столетник през юли 2012 г.

## Огледалото и лампата
Чрез един силен контраст Ейбрамс показва, как до романтиците литературата обикновено е била схващана като огледало, отразяващо реалния свят, с помощта на някакъв вид мимезис, докато за романтиците художественият текст прилича повече на лампа: светлината от душата на писателя, намираща се в него, се излива навън, за да освети света.
Според критика Адам Кирш:
| „ | Ейбрамс управлява кораба си срещу преобладаващите интелектуални ветрове дори при избора си на поле за специализация: поетите на Романтизма. Като се започне с Т. С. Елиът, модернистката революция в английската литература агресивно смъква романтиците от предишния им пиедестал в канона. С оглед политическите им възгледи, Елиът вижда Романтиците, особено техния черен звяр, Пърси Биш Шели – като разрушителни радикали; с оглед поетиката им, ги вижда като жертви на „разпада на чувствителността“, който прави поезията на 19 век прекалено изтънчена и чудата. „Романтиците“, припомня Ейбрамс, „бяха боксовите круши на Новото литературознание (на английски: New Criticism), но пък ме привличаха така или иначе. Бях своенравен тип.“ Обратно на вдъхновените от Елиът нюкритицисти, които виждат романтиците като объркани емоционалисти, за него било ясно, „че са мислели новаторски“. | “ |

### Класификация на литературоведските теории
Според Ейбрамс литературоведските теории могат да се разделят на четири основни групи:
- Миметически теории (занимаващи се с отношението между творбата и света)
- Прагматистки теории (занимаващи се с отношението между творбата и възприемателите)
- Експресивистки теории (занимаващи се с отношението между творбата и твореца й)
- Обективистки теории (занимаващи се със затворен прочит на творбата)

## Естествената свръхестественост
Според критика Адам Кирш:
| „ | Задачата на Ейбръмс в Естествената свръхестественост е да покаже как точно Западът трансформира стари религиозни идеи в новите романтически. Разширявайки господството на принадлежащите му текстове от английската романтическа поезия до философията на немския идеализъм – друг продукт от началото на 19 век – Ейбрамс показва, че идеята за месианско преобразяване на природата и човечеството може да се открие навсякъде в мисълта и изкуството на периода. Политическият контекст на това очакване е, разбира се, Френската революция, която събужда най-възвишените надежди на хората от поколението на Уърдсуърт. | “ |

## Четвъртото измерение на стихотворението
В едноименното си есе Ейбрамс се връща към някои от изследванията си в психо-акустичната лаборатория на Харвардския университет по време на Втората световна война. Измеренията на стихотворението са неговият изглед на страницата, звученето му във вътрешното ни ухо, самото значение на думите и – четвъртото – физическият акт на артикулирането на думите.

## За него
- High Romantic Argument: Essays For M.H. Abrams, съставител Lawrence Lipking (1981)

## Прочути мисли на Ейбрамс
- За „смъртта на литературата“: „Ще чувате за нея къде ли не, само че слуховете за нея винаги са грубо преувеличени. Оцеляването на художествените форми, в които ние се разпознаваме, идентифицираме се и поставяме себе си в сюжетите им ще съществува толкова дълго, колкото и самото човечество.“
- За четенето на поезията на Кийтс на глас: „Това е богата на усети дейност, чийто резултат върху езика е като мед.“
- За рапа: „Рапът е далеч от всякакъв абстрактен, дематериализиран вид изричане. Мразя голяма част от рапа, защото е с лошо качество, само че той винаги поставя акцент върху артикулирането на думите, което е прекрасно.“[12]